# Úlcera pèptica
Una úlcera pèptica, o úlcera gastroduodenal, és una ruptura del revestiment intern de l'estómac, la primera part de l'intestí prim (el duodè) o, de vegades, l'esòfag inferior. Una úlcera a l'estómac s'anomena úlcera gàstrica, mentre que una de la primera part dels intestins és una úlcera duodenal. Els símptomes més comuns d'una úlcera duodenal són despertar-se a la nit amb dolor abdominal superior i que millora amb l'alimentació. Amb una úlcera gàstrica, el dolor pot empitjorar amb el menjar. El dolor es descriu sovint com una cremor o un dolor sord. Altres símptomes inclouen eructes, vòmits, pèrdua de pes o falta de gana. Aproximadament un terç de les persones grans no presenten símptomes. Les complicacions poden incloure sagnat, perforació i obstrucció en la sortida de l'estómac. El sagnat es produeix fins a un 15% dels casos.
Una causa de l'úlcera pèptica és una infecció per Helicobacter pylori, però algunes úlceres són causades per l'ús perllongat d'antiinflamatoris no esteroidals (AINEs), principalment l'àcid acetilsalicílic. També es poden causar úlceres per un càncer d'estómac o per la invasió de l'estómac o duodè per un càncer de pàncrees. Les úlceres pèptiques no són causades per aliments molt condimentats ni per l'estrès.
Les úlceres hemorràgiques es poden tractar mitjançant endoscòpia, i en els casos en què no té èxit, amb la cirurgia oberta.
Les úlceres pèptiques estan presents al voltant del 4% de la població. Durant el 2015, es van trobar noves úlceres en uns 87,4 milions de persones a tot el món. Al voltant del 10% de les persones desenvolupen una úlcera pèptica en algun moment de la seva vida. Les úlceres pèptiques van provocar 267.500 morts el 2015, en comparació amb les 327.000 del 1990. La primera descripció d'una úlcera pèptica perforada va ser l'any 1670, en la princesa Enriqueta d'Anglaterra. L'H. pylori va ser identificat per primera vegada com a causant d'úlceres pèptiques per Barry Marshall i Robin Warren a finals del segle xx, un descobriment pel qual van rebre el Premi Nobel l'any 2005.

## Causes

### Helicobacter pylori
Helicobacter pylori (H. pylori) és un tipus de bacteri. Els investigadors creuen que H. pylori és responsable de la majoria d'úlceres pèptiques. La infecció per H. pylori és comuna als Estats Units: aproximadament 20% de les persones menors de 40 anys i la meitat de les majors de 60 tenen aquest bacteri. No obstant això, la majoria de les persones infectades no contreuen úlcera. No es coneix la raó per la qual H. pylori no causa úlceres en totes les persones a les quals infecta. És molt probable que la infecció depengui de les característiques de la persona infectada, el tipus d'H. pylori i altres factors que encara es desconeixen. 

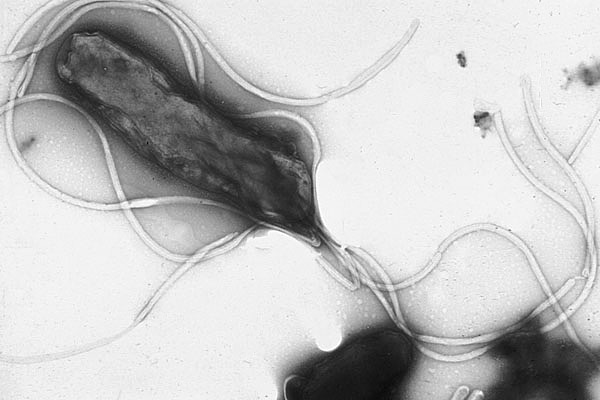
Helicobacter pylori

Els investigadors no estan segurs de la manera que les persones contreuen H. pylori, però creuen que pot ser per mitjà dels aliments o l'aigua. Els investigadors han trobat H. pylori en la saliva d'algunes persones infectades, de manera que el bacteri pot propagar-se també pel contacte de boca a boca, per exemple al besar-se.
H. pylori afebleix el revestiment mucós que protegeix l'estómac i el duodè, la qual cosa permet que l'àcid afecti la superfície sensible que es troba per sota d'aquest revestiment. Per efecte tant de l'àcid com dels bacteris, aquesta superfície delicada s'irrita i es forma una nafra o úlcera. H. pylori pot sobreviure en l'àcid de l'estómac perquè secreta enzims que el neutralitzen. Aquest mecanisme permet que H. pylori s'obri pas fins a la zona "segura", o sigui, el revestiment mucós protector. Una vegada que arriba allí, la forma d'espiral que té el bacteri l'ajuda a perforar aquest revestiment.

## Símptomes

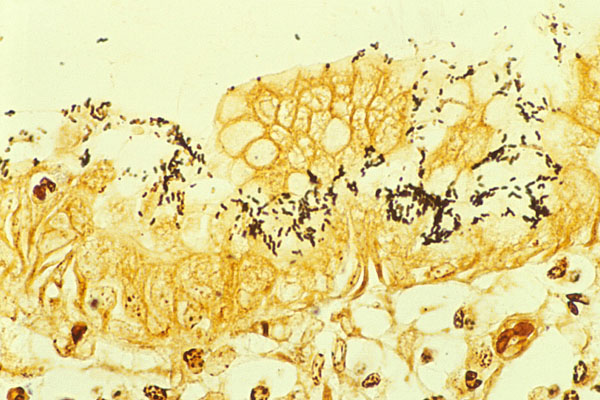
H. pylori colonitzant la superfície de l'epiteli (Tinció: Plata de Warthin-Starry's)

Incomoditat abdominal és el símptoma més comú. Generalment, la incomoditat de l'úlcera: 
- És de caràcter sord i persistent.
- Apareix i desapareix durant diversos dies o setmanes.
- Es presenta entre dues i tres hores havent menjat.
- Es presenta a la meitat de la nit (quan l'estómac està buit).
- Es mitiga ingerint aliments.
- Es mitiga ingerint medicaments antiàcids.

Pot haver altres símptomes com: 
- Pèrdua de pes.
- Pèrdua de l'apetit.
- Distensió de l'abdomen.
- Eructes.
- Nàusees.
- Vòmits.

### Complicacions
Algunes persones presenten tan solament un símptoma lleu o cap símptoma. Però pot provocar una hemorràgia digestiva alta o una perforació gastrointestinal.

## Diagnòstic
Per a veure si els símptomes són causats per una úlcera, habitualment s'utilitza una gastroscòpia. Després d'haver-li donat un sedant lleuger al pacient, el metge introdueix curosament l'endoscopi per la boca de la persona i el va fent baixar per l'esòfag fins a arribar a l'estómac i el duodè. D'aquesta manera, el metge pot observar directament el revestiment de l'esòfag, l'estómac i el duodè. El metge pot valdre's de l'endoscopi per a prendre fotos de les úlceres o per una biòpsia d'un fragment diminut de la vora de l'úlcera.
Quan hi ha impediments per a la gastroscòpia, es pot utilitzar un trànsit esofagogastroduodenal; és un estudi radiològic de l'esòfag, l'estómac i el duodè. Es dona a beure al pacient un líquid de consistència semblant al guix, el bari, que serveix de contrast per tal de poder veure aquests òrgans i qualsevol possible úlcera.

### Diagnòstic d'H. pylori

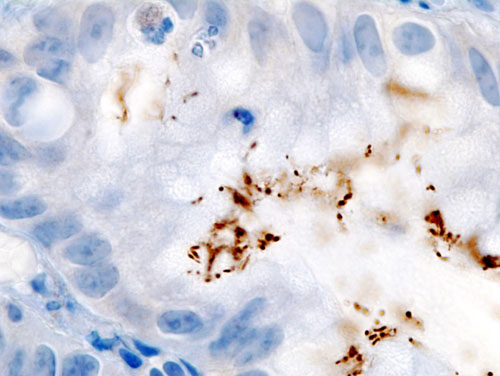
Immunohistoquímica contra lH. pylori en una biòpsia gàstrica.

Si s'identifica una úlcera, el metge farà estudis per a veure si el pacient està infectat amb H. pylori. Aquest estudi és important perquè el tractament d'una úlcera causada per H. pylori és diferent d'una causada per AINE.
H. pylori es pot diagnosticar mitjançant proves de sang, alè o teixit.
Les proves de sang permeten detectar anticossos contra aquest bacteri. No són usades per a detectar H. pylori després de tractament donada la persistència d'anticossos després que H. pylori hagi estat eliminat.
La prova de l'alè amb urea amb un carboni radioactiu. S'usa tant per al diagnòstic com per a la comprovació de l'erradicació després del tractament. Una vegada beguda la solució d'urea, si H. pylori està present, es descompon la urea i en fer-ho s'allibera el carboni. La sang transporta el carboni als pulmons, des d'on el pacient l'exhala. La prova de l'alè té una exactitud de 96 a 98 per cent.
Hi ha de tres tipus de proves en la mostra de teixit de la biòpsia que s'extreu amb l'endoscopi:
- La prova ràpida d'ureasa detecta aquest enzim, que és produït per H. pylori.
- La prova histològica per l'observació directa del bacteri en la mostra.
- La prova de cultiu permet que H. pylori es reprodueixi en la mostra de teixit.

Rarament s'utilitza la detecció en la femta, per la prova anomenada Helicobacter pylori stool Antigent (HPSA).

## Tractament
Es basarà a tractar la causa, disminuint la secreció d'àcid gàstric i protegint el revestiment de l'estómac. Per això s'utilitzen inhibidors de la bomba de protons (IBP) o bloquejadors H₂.

### Tractament eradicador
Les úlceres pèptiques per H. pylori es tracten amb antibiòtics per a matar aquests bacteris i un supressor potent de l'àcid (un IBP). En l'actualitat, la forma més eficaç de tractar el problema consisteix a administrar durant una setmana el que es coneix com a teràpia triple: dos antibiòtics (habitualment amoxicil·lina i claritromicina) i un IBP (omeprazole).
Per a cerciorar-se que el tractament ha destruït tots els bacteris H. pylori, el metge efectuarà una endoscòpia de seguiment o una prova de l'alè entre 6 i 12 mesos després, per a comprovar si encara hi ha bacteris.